# Tyson Beckford
Tyson Craig Beckford (New York, 19 dicembre 1970) è un supermodello e attore statunitense, uno dei supermodel afroamericani più pagati al mondo.

## Biografia
Nato nel Bronx, ma cresciuto a Rochester, figlio di padre mezzo giamaicano e mezzo cinese (la nonna paterna era cinese al 100%) e madre giamaicana, durante gli studi ha fatto parte della squadra di football. Nel 1993 viene reclutato da Ralph Lauren per la sua campagna per la linea Polo, viene eletto "Uomo dell'anno" da VH1 e la rivista People lo inserisce nella lista dei 50 uomini più belli del mondo. Ancora oggi è molto attivo tra le passerelle più famose del mondo. Come attore è apparso in Zoolander e in Trappola in fondo al mare, nonché in molti videoclip tra cui Un-Break My Heart di Toni Braxton, 21 Questions di 50 Cent e Toxic di Britney Spears. Nel 2008 è protagonista del film Kings of the Evening e nel 2014 del film Addicted.
Ha anche partecipato a reality televisivi nel ruolo di concorrente, giudice e occasionalmente conduttore. Nel 2004 ha preso parte al reality I'm a Celebrity, Get Me Out of Here, per un totale di 15 puntate e al programma Hollywood Squares per un totale di 13 puntate. Nel 2006 insieme ad altri due suoi colleghi top model, tra cui Marcus Schenkenberg, è stato testimonial di un mega evento organizzato a New York per l'ONU. Sempre nel 2006 si è prestato come modello negli eventi condotti da Tyra Banks e tra il 2006 e 2010 è apparso spesso come ospite nel programma Fashion News Live, mentre nel 2008 ha condotto il reality-show Make Me a Supermodel. Nel 2011 è ritornato in televisione in qualità di giudice nell'evento Bowl of Dreams. Tra il 2011 e il 2012 è stato il giudice del programma Britain's Next Top Model.

## Vita privata
Nel 2005 è stato vittima di un incidente stradale, riuscendo a salvarsi prima che la sua automobile prendesse fuoco. Ha avuto una relazione con la rapper Foxy Brown e con la modella Naomi Campbell, mentre dal 2008 ha una relazione con la modella australiana Shanina Shaik.

## Agenzie
- PMA - Amburgo

## Filmografia

### Cinema
- Zoolander, regia di Ben Stiller (2001)
- Biker Boyz, regia di Reggie Rock (2003)
- Trappola in fondo al mare (Into the Blue), regia di John Stockwell (2005)
- Chocolate City, regia di Jean-Claude La Marre (2015)

### Televisione
- Tutto in famiglia (My Wife and Kids) – serie TV, episodi 3x01-3x02 (2002)
- Half & Half – serie TV, episodio 1x20 (2003)